# Mazóvia

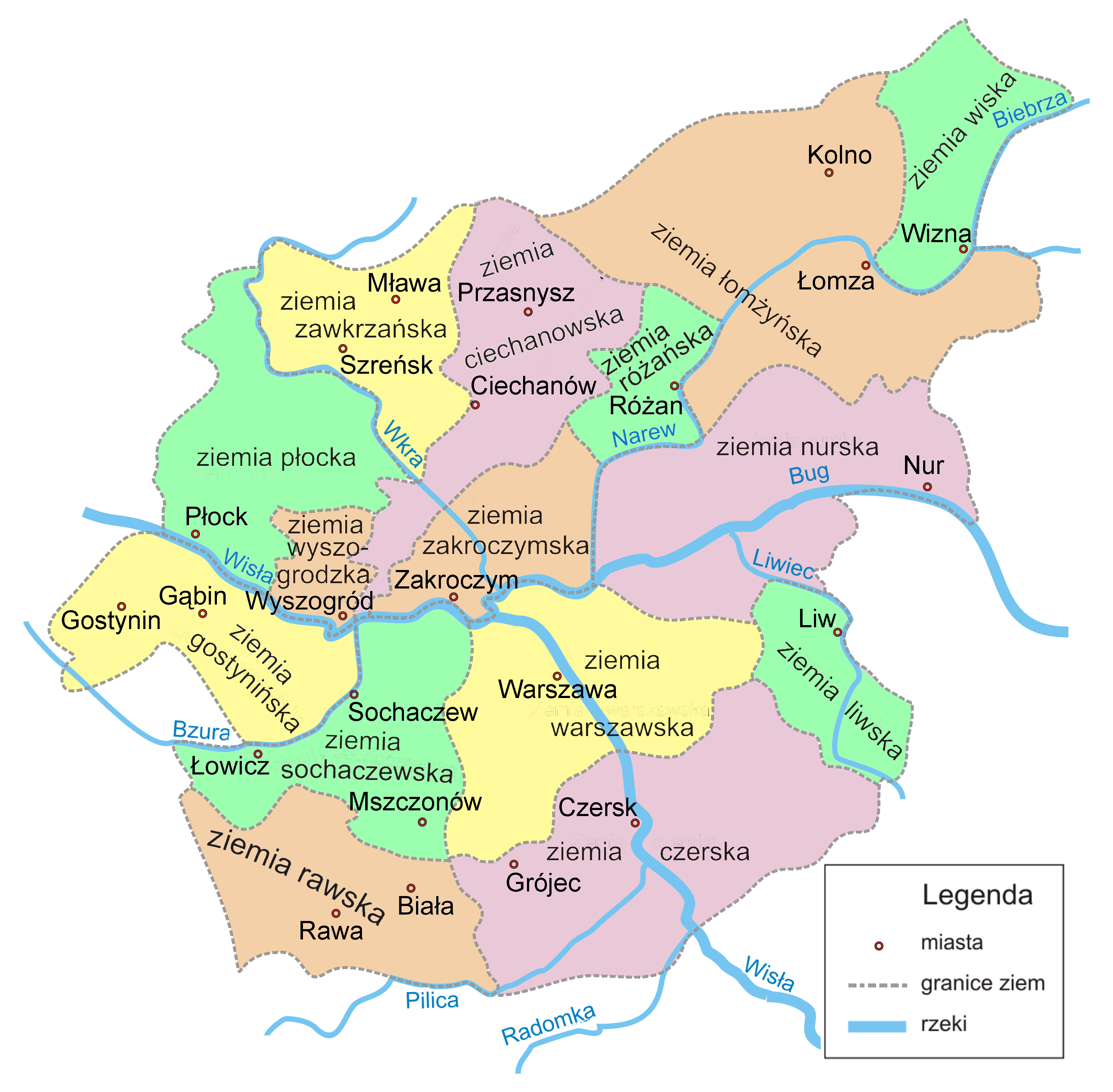
Divisão histórica da Mazóvia (séc. XIII ao XVIII).

Mazóvia (polaco: Mazowsze, latim: Mazovia) é uma região histórica e geográfica situada no leste da Polônia com sua capital em Varsóvia.

## História
A Mazóvia foi provavelmente conquistada pelo Duque dos polanos, Miecislau I, o primeiro governante histórico da Polônia no século X. Durante o caos que se seguiu após a morte de Miecislau II em  1034 e a subseqüente invasão pelos boêmios, ela se separou temporariamente da Polônia e manteve um governo independente. Foi então conquistada por Casimiro I em 1047 com a ajuda de unidades rutenas.
Após a morte de Boleslau III, a Polônia sofreu um processo de fragmentação e a Mazóvia foi governada pelo filho de Boleslau, Boleslau IV, o mais tarde grão-duque da Polônia e outros duques da Mazóvia do ramo local da dinastia Piast. A Mazóvia não foi incorporada ao Reino da Polônia até a morte do último duque regional em 1526.
Após as partições da Polônia no século XVIII, a Mazóvia tornou-se parte da Polônia do Congresso em 1815 e da Rússia Imperial em 1831. Em 1918 a Mazóvia foi incluída na recém criada Segunda República da Polônia. 
Em 1999 a voivodia da Mazóvia foi criada como uma das dezesseis regiões administrativas da Polônia.